# میدل‌مارچ (مجموعه تلویزیونی)
میدل‌مارچ یک مجموعهٔ تلویزیونی سال ۱۹۹۴، بر اساس داستان میدل‌مارچ نوشتهٔ جرج الیوت می‌باشد.